# Université internationale d'Hô Chi Minh-Ville
L'université internationale d'Hô Chi Minh-Ville (en vietnamien : Đại học Quốc tế Thành phố Hồ Chí Minh ; en anglais : Ho Chi Minh City International University ou HCMIU) est une université publique anglophone située à Hô Chi Minh-Ville, la plus grande ville du Viêt Nam. Elle est l'une des universités membres de l'université nationale de Hô Chi Minh-Ville. Elle a été fondée en décembre 2003 avec l'objectif de devenir l'une des grandes universités de recherche au Viêt Nam.
Les frais d'inscription sont supérieurs à ceux des autres universités vietnamiennes en raison de la qualité éducative.

## Écoles et départements
L'université comprend aujourd'hui quatre écoles (« schools ») et six départements (« departments »), dont la liste est la suivante :

### Écoles
- l'école de commerce (School of Business)[4]
- l'école de biotechnologie (School of Biotechnology)[5]
- l'école de Génie électrique (School of Electrical Engineering)[6]
- l'école d'informatique (School of Computer Science and Engineering)[7]

### Départements
- le département de génie biomédical (Department of BioMedical Engineering)[8]
- le département de génie des systèmes industriels (Department of Industrial System Engineering)[9]
- le département de génie civil (Department of Civil Engineering)[10]
- le département de mathématiques (Department of Mathematics)
- le département d'anglais (Department of English)
- le département de physique (Department of Physics)

## Filières de formation
Les filières de formation sont :

### premier cycle
- Commerce
  - Management
  - Marketing
  - Hôtellerie et management du tourisme
  - Commerce international
- Finance et banques
  - Finance d'entreprise
  - Banque et investissement financier
- Biotechnologie
- Technologie alimentaire
- Gestion des ressources de la pêche
- Biologie chimique
- Technologie de l'information
  - Informatique
  - Réseau informatique
  - Génie informatique
- Génie électrique
  - Électronique et système embarqué
  - Réseau de télécommunications
  - Traitement du signal
  - Ingénierie de l'onde radio
- Automation et régulation
- Génie biomédical
  - Dispositif médical
  - Traitement d'images et de signaux biomédicaux
  - Ingénierie pharmaceutique
  - Médecine régénérative
- Génie civil
- Génie des Systèmes Industriels
- Gestion de la chaîne logistique
- Mathématiques appliquées
  - Ingénierie financière et gestion des risques

### Postgraduate
- Doctorat en biotechnologie
- Master en commerce
- Master of Science en biotechnologie
- Master of Science en génie électrique
- Master of Science en sciences de l'information
- Master of Science en ingénierie biomédicale
- Master of Science en ingénierie des systèmes industriels
- Master of Science en mathématiques appliquées

## Programmes internationaux
Les étudiants peuvent étudier deux années à l'université internationale et deux ou trois années à l'étranger.

### Partenaires internationaux
L'université a des partenariats avec 22 universités aux États-Unis, en Grande-Bretagne, en Australie, en Nouvelle-Zélande et en Thaïlande dont les suivantes :
- Université Rutgers
- Université d'État de New York à Binghamton
- Université catholique d'Amérique
- Université de Nottingham
- Université de l'Ouest de l'Angleterre
- Université de Nouvelle-Galles du Sud
- Université de technologie d'Auckland
- Université d'Auckland
- Asian Institute of Technology
- ECAM-EPMI

## Organisations étudiantes

### LaYouth Union
- Event Department
- External Relations Department
- Information Department
- Science and Technology Department

### LaStudent Union
- Social Work Team (SWT)
- English Teaching Volunteers (ETV)
- Arts Team (Arteam)
- Enactus IU
- Soft Skills Club (SSC)
- Guitar Club (GC)
- English Club (IEC)
- French Club (FC)
- Sports Club (SC)
- Japan Club